# Steamboy
Steamboy (スチームボーイ) là một bộ phim anime được thực hiện bởi Sunrise và đạo diễn cũng như cùng viết kịch bản bởi Otomo Katsuhiro đây là bộ phim anime lớn thứ hai của ông sau Akira. Bộ phim công chiếu vào ngày 17 tháng 7 năm 2004. Với kinh phí 2,6 tỷ Yên, Steamboy đã trở thành bộ phim anime có kinh phí thực hiện cao nhất cho đến thời điểm mà nó phát hành. Bộ phim được thực hiện trong vòng 10 năm sử dụng 180.000 bản vẽ và 440 cảnh đồ họa tĩnh.

## Tổng quan

### Thể loại và thiết lập
Phim lấy bối cảnh trong thời đại hơi nước vào thế kỷ 19 với các công nghệ khoa học kỹ thuật viễn tưởng vào thời kỳ đó. Cốt truyện của phim thể hiện sự phát triển của địa chính trị và công nghiệp khác với thực tế, thay vì tiến lên thời đại xăng dầu và điện tử mới có các tiến bộ khoa học lớn thì thời đại hơi nước đã có những tiến bộ khoa học vượt trội nên các thiết bị khoa học viễn tưởng trong phim mang đậm hình ảnh của những cỗ máy hơi nước trong thế kỷ 19.

### Nhân vật
Ray Steam (ジェームス・レイ・スチム)
Lồng tiếng bởi: Suzuki Anne
Scarlett O'Hara (スカーレット・オハラ)
Lồng tiếng bởi: Konishi Manami
Lloyd Steam (ジェームス・ロイド)
Lồng tiếng bởi: Nakamura Katsuo
Edward Steam (エドワード・スチム)
Lồng tiếng bởi: Tsukayama Masane
Robert Stephenson (ロバート・スチーブンスン)
Lồng tiếng bởi: Kodama Kiyoshi
Dave (デイビッド)
Lồng tiếng bởi: Sawamura Ikki
Archibald Simon (アーチボルド・サイモン)
Lồng tiếng bởi: Saitō Satoru
Alfred Smith (アルフレッド・スミス)
Lồng tiếng bởi: Terajima Susumu
Jason (ジェイソン)
Lồng tiếng bởi: Inada Tetsu
Ray no haha (レイの母)
Lồng tiếng bởi: Aizawa Keiko
Emma (エマ)
Lồng tiếng bởi: Kobayashi Sanae
Thomas (トーマス)
Lồng tiếng bởi: Hibi Aiko
Victoria joō (ビクトリア女王)
Lồng tiếng bởi: Mori Hiroko
Gensui (元帥, げんすい)
Lồng tiếng bởi: Saka Osamu

## Truyền thông
Phiên bản tiếng Nhật của Steamboy có sự lồng tiếng của Suzuki Anne, Konishi Manamiand và Tsukayama Masane. Tại Hoa Kỳ nó được trình chiếu với một số lượng giới hạn tại các rạp chiếu phim vào ngày 18 tháng 3 năm 2005 và chiếu thêm tại các rạp khác vào ngày 25 tháng 3 với hai phiên bản: phiên bản phụ đề tại vài rạp chiếu phim và phiên bản lồng tiếng Anh. Phiên bản lồng tiếng Anh cắt đi 15 phút đoạn đối thoại mà giọng đặc trưng chỉ có thể có ở Suzuki Anne, Konishi Manamiand và Tsukayama Masane.
Steamboy đã được trình chiếu khắp Nhật Bản bởi Toho và một số vùng nói tiếng Anh bởi Triumph Films một công ty con của Sonny. DVD của cả hai phiên bản tiếng Nhật và tiếng Anh DVD đã phát hành tại Nhật Bản vào ngày 15 tháng 4 năm 2005, tại Úc vào ngày 22 tháng 6 năm 2005 và tại Anh vào ngày 27 tháng 3 năm 2006. Nó có một bản dài hơn được phát hành với tên Director's Cut.

### Trò chơi điện tử
Steamboy đã được Cavia chuyển thể thành trò chơi điện tử cho hệ PlayStation 2 và PlayStation Portable và phát hành tại Nhật Bản.

### Âm nhạc
Phim anime có bản nhạc chủ đề là bản hạc kết thúc có tên Ray's Theme, tất cả các bản nhạc trong phim đều do Steve Jablonsky biên soạn. Các bản nhạc này đã phát hành trong album phát hành vào ngày 14 tháng 7 năm 2004.
| Steamboy O.S.T. (スチームボーイ O.S.T.) | Steamboy O.S.T. (スチームボーイ O.S.T.) | Steamboy O.S.T. (スチームボーイ O.S.T.) |
| STT                                     | Nhan đề                                 | Thời lượng                              |
| --------------------------------------- | --------------------------------------- | --------------------------------------- |
| 1.                                      | "Manchester 1866"                       | 5:13                                    |
| 2.                                      | "The Chase"                             | 5:02                                    |
| 3.                                      | "Unexpected Meeting"                    | 2:21                                    |
| 4.                                      | "Scarlet"                               | 1:30                                    |
| 5.                                      | "Raid by the airship"                   | 2:38                                    |
| 6.                                      | "London World Exposition"               | 3:33                                    |
| 7.                                      | "The Atelier of Ray"                    | 1:41                                    |
| 8.                                      | "Crystal Palace Waltz"                  | 2:13                                    |
| 9.                                      | "Ray's Dilemma"                         | 5:37                                    |
| 10.                                     | "The Sortie of Scotland Yard"           | 1:46                                    |
| 11.                                     | "Fight in the Exposition Ground"        | 3:45                                    |
| 12.                                     | "Launch!"                               | 5:23                                    |
| 13.                                     | "Temptation"                            | 3:48                                    |
| 14.                                     | "Fly in the sky"                        | 1:08                                    |
| 15.                                     | "Two Delusions"                         | 4:00                                    |
| 16.                                     | "Collapse and Rescue"                   | 8:25                                    |
| 17.                                     | "Ray's Theme"                           | 2:53                                    |
| Tổng thời lượng:                        | Tổng thời lượng:                        | 1:00:56                                 |

## Đón nhận
Steamboy đã nhận được giải thưởng phim anime hay nhất năm 2004 tại liên hoan phim quốc tế tổ chức tại Catalonian. Bộ phim nhận được nhiều đánh giá khác nhau từ các nhà phê bình.
Theo đánh giá của KJB tại IGN.com bộ phim có thể trở thành một siêu phẩm nếu nó được trình chiếu tại phương Tây nhưng nó lại chỉ trình chiếu một cách giới hạn nên việc đó đã không xảy ra. "Steamboy là một trong những bộ phim anime sẽ có thể tiếp cận với một lượng lớn các đối tượng ở Hoa Kỳ. Nhưng thay vào đó nó chỉ được trình chiếu một cách giới hạn thông qua nhãn hiệu của Sonny, nó đã không chiếu tại nhiều thành phố và chỉ chiếu tại các rạp chiếu phim nhỏ tại các thành phố mà nó chiếu".